# 中野京子
中野 京子（なかの きょうこ、生年不詳）は、日本の作家、ドイツ文学者、西洋文化史家、翻訳家。

## 経歴
北海道生まれ。早稲田大学大学院修士課程修了。オペラ、美術などについて多くのエッセイを執筆する。2007年に発表された『怖い絵』を端緒とする『怖い絵』シリーズが大ヒットとなる。新聞や雑誌に連載をもつほか、テレビの美術番組にも出演する。早稲田大学講師。
『怖い絵』シリーズの刊行10周年を記念して2017年に開催された「怖い絵」展では、特別監修を務めた。
2021年9月に開催された「怖いクラシックコンサート」(東京文化会館)での解説、2022年3月公演の舞台「怖い絵」の監修、同年7月上映の「星と怖い神話 怖い絵×プラネタリウム」の監修・解説を担当した。

## 作品リスト

### 「怖い絵」シリーズ
- 『怖い絵』 朝日出版社 2007 / 角川文庫 2013
- 『怖い絵 2』 朝日出版社 2008
  - 【改題】『怖い絵 泣く女篇』 角川文庫 2011
- 『怖い絵 3』 朝日出版社 2009
  - 【改題】『怖い絵 死と乙女篇』 角川文庫 2012
- 『新 怖い絵』 KADOKAWA 2016 / 角川文庫 2020
- 『怖い絵のひみつ。 「怖い絵」スペシャルブック』 KADOKAWA 2017
- 『もっと知りたい「怖い絵」展』 KADOKAWA 2019年
  - 【改題】『展覧会の「怖い絵」』 角川文庫 2022

### 「名画で読み解く 12の物語」シリーズ
- 『名画で読み解く ハプスブルク家12の物語』 光文社新書 2008
- 『名画で読み解く ブルボン王朝12の物語』 光文社新書 2010
- 『名画で読み解く ロマノフ家12の物語』 光文社新書 2014 [19]
- 『名画で読み解く イギリス王家12の物語』 光文社新書 2017
- 『名画で読み解く プロイセン王家12の物語』 光文社新書 2021

### 「危険な世界史」シリーズ
- 『危険な世界史』 角川書店 2008
  - 【改題】『危険な世界史 血族結婚篇』 角川文庫 2011
- 『危険な世界史 運命の女篇』 角川書店 2011 / 角川文庫 2014

### 「残酷な王と悲しみの王妃」シリーズ
- 『残酷な王と悲しみの王妃』 集英社 2010 / 集英社文庫 2013
- 『残酷な王と悲しみの王妃 2』 集英社 2015 / 集英社文庫 2019

### 「名画の謎」シリーズ
- 『中野京子と読み解く名画の謎 ギリシャ神話篇』 文藝春秋 2011
  - 【改題】『名画の謎 ギリシャ神話篇』 文春文庫 2015
- 『中野京子と読み解く名画の謎 旧約・新約聖書篇』 文藝春秋 2012
  - 【改題】『名画の謎 旧約・新約聖書篇』 文春文庫 2016
- 『中野京子と読み解く名画の謎 陰謀の歴史篇』 文藝春秋 2013
  - 【改題】『名画の謎 陰謀の歴史篇』 文春文庫 2018
- 『中野京子と読み解く名画の謎 対決篇』 文藝春秋 2015
  - 【改題】『名画の謎 対決篇』 文春文庫 2018
- 『中野京子と読み解く フェルメールとオランダ黄金時代』 文藝春秋 2022 [20] ISBN 978-41-6-391545-6

### 「運命の絵」シリーズ
- 『中野京子と読み解く運命の絵』 文藝春秋 2017 
  - 【改題】『運命の絵』 文春文庫 2020
- 『中野京子と読み解く運命の絵 もう逃れられない』 文藝春秋 2019
  - 【改題】『運命の絵 もう逃れられない』 文春文庫 2022
- 『中野京子と読み解く運命の絵 なぜ、ままならない』 文藝春秋 2020 [21]
  - 【改題】『運命の絵 なぜ、ままならない』文春文庫 2023

### 「美貌のひと」シリーズ
- 『美貌のひと 歴史に名を刻んだ顔』 PHP新書 2018
- 『美貌のひと 2 時空を超えて輝く』 PHP新書 2021
- 『愛の絵』PHP新書 2023 [22]

### 単発作品
- 『オペラでたのしむ名作文学』 さ・え・ら書房 1996
  - 【改題】『おとなのための「オペラ」入門』 講談社+α文庫 2009
- 『映画の中のオペラ』 未來社 1997
- 『かくも罪深きオペラ スキャンダラスな名作たち』 洋泉社 1999
  - 【改題】『愛と裏切りの作曲家たち』 知恵の森文庫 2015
- 『紙幣は語る』 洋泉社 新書y 2001
- 『情熱の女流「昆虫画家」 メーリアン波乱万丈の生涯』 講談社 2002。NCID BA55460400
  - 【改題・一部加筆】『虫を描く女：「昆虫学の先駆」マリア・メーリアンの生涯』NHK出版新書 2025[23]。NCID BD11296582
- 『恋に死す』 清流出版 2003
  - 【改題】『歴史が語る恋の嵐』 角川文庫 2009
- 『恋するヒロイン オペラにみる愛のかたち』 ショパン 2004
- 『メンデルスゾーンとアンデルセン』 さ・え・ら書房 2006
  - 【改題】『芸術家たちの秘めた恋 メンデルスゾーン、アンデルセンとその時代』 集英社文庫 2011
- 『恐怖と愛の映画102』 文春文庫 2009
- 『「怖い絵」で人間を読む』 生活人新書 2010 [24]
- 『印象派で「近代」を読む 光のモネから、ゴッホの闇へ』 NHK出版新書 2011
- 『マリー・アントワネット運命の24時間 知られざるフランス革命、ヴァレンヌ逃亡』 朝日新聞出版 2012
  - 【改題】『ヴァレンヌ逃亡 マリー・アントワネット運命の24時間』 文春文庫 2014
- 『名画と読むイエス・キリストの物語』 大和書房 2012 / 文春文庫 2016
- 『はじめてのルーヴル』 集英社 2013 [10] / 集英社文庫 2016
- 『名画に見る男のファッション』 KADOKAWA 2014 / 角川文庫 2016
- 『中野京子が語る 橋をめぐる物語』 河出書房新社 2014
  - 【改題】『怖い橋の物語』 河出文庫 2018
- 『「絶筆」で人間を読む：画家は最後に何を描いたか』 NHK出版新書 2015
- 『欲望の名画』 文春新書 2019
- 『画家とモデル 宿命の出会い』 新潮社 2020 [25]
- 『中野京子の西洋奇譚』中央公論新社 2020 [26] / 新版・中公新書ラクレ 2023
- 『異形のものたち：絵画のなかの「怪」を読む』NHK出版新書 2021。NCID BC0673278X
- 『絵の中のモノ語り』KADOKAWA 2021[27]。NCID BC11872187
- 『名画の中で働く人々：「仕事」で学ぶ西洋史』 集英社 2022。NCID BC16987867
- 『名画と建造物』KADOKAWA 2023[28]。 NCID BD04439205
- 『西洋絵画のお約束　謎を解く50のキーワード』カラー版中公新書ラクレ 2024

### 共編著
- 『ドイツ語アウトライン 初級文法読本』 小澤直共編 同学社 1995
- 『ドイツマルク物語』 同学社 1996
- 『ドイツ語センターライン 初級文法読本』 同学社 1998
- 『怖いへんないきものの絵』 早川いくを共著 幻冬舎 2018

### 翻訳
- アーヒム・ブレーガー『パパをむかえに』 神崎巌共訳 さ・え・ら書房 1990
- ナスリーン・ジーゲ『ソンボ 川のほとりの少女』 さ・え・ら書房 1991
- ミリアム・プレスラー『ビターチョコレート』 さ・え・ら書房 1992
- アントン・ディータリヒ『ゴヤ』 岩崎美術社「巨匠のデッサン・シリーズ」 1992
- ミリアム・プレスラー『夜の少年』 さ・え・ら書房 1992
- クリスティアン・ゲールハール『クレー』 岩崎美術社「巨匠のデッサン・シリーズ」 1992.8
- バルバラ・カーフェマン、イングリット・ローシュテーター『強姦する父 娘への性的虐待』 五十嵐蕗子共訳 未来社 1992.7
- 『廃墟から 47年グループ短篇集』 神埼巖共訳 早稲田大学出版部「シリーズ現代ドイツ文学」 1993.1
- トーマス・ベルクマン『訴えてやる! ドイツ隣人間訴訟戦争』 未来社 1993.12
- ペーター・H.ヤーミン『失踪!』 荒地出版社 1995
- トーマス・ブレツィナ「タイガーチーム事件簿」さ・え・ら書房、1998

1. 火山島のなぞ
2. 消えたメカ・モンスター
3. ファラオの呪い

- アンゼルム・グリューン『天使に会える日 あなたをたすける39のエンジェルたち』 洋泉社 1999
- シュテファン・ツヴァイク『マリー・アントワネット』 角川文庫（上下） 2007

## メディア出演

### 雑誌
『季刊ムラマツ』Vol.126（2015年冬号）- 「Shine 輝く女性たち」file.04 